# Priekule
Priekule – miasto w południowo-zachodniej Łotwie, niedaleko granicy z Litwą. W latach 2009–2021 siedziba novadsu Priekule.
Priekule zostało wspomniane po raz pierwszy jako ufortyfikowana rezydencja ziemska w 1483, ale jej rozwój jako miasta rozpoczął się od 1871 roku, kiedy to nowo powstała linia Kolei Libawsko-Romieńskiej przecięła Priekule. Priekule otrzymało prawa miejskie w 1928.